# Anders Aukland
Anders Aukland, född 12 september 1972 i Tønsberg, är en norsk före detta längdåkare. Aukland åkte sin karriärs sista lopp den 2 april 2023.
Aukland började tävla i skidåkning vid 9 års ålder, och har till dags dato tagit ett OS-guld, ett VM-guld och ett VM-silver.
Han har två bröder som heter Jørgen och Fredrik Aukland.
Aukland vann Vasaloppet 2004 och blev därmed den förste norrmannen att vinna denna traditionsrika tävling sedan Ole Ellefsæter 1971. Anders delade tillsammans med brodern Jørgen Aukland segern i det första upplagan av Årefjällsloppet 2013.
Aukland tävlade även i friidrott, och vann norska mästerskapet på 5 000 meter och 10 000 meter löpning.

### Fotnoter
1. ↑  https://www.svt.se/sport/langdskidor/article39218851.svt
2. ↑  ”Vasaloppet”. Vasaloppet. Arkiverad från originalet den 3 december 2013. https://web.archive.org/web/20131203033229/http://www.vasaloppet.se/wps/wcm/connect/989fe080449c33e79e4cff27c64f5ec4/segrare_Vasaloppet_sv3bcd.pdf?MOD=AJPERES. Läst 30 november 2013.